# Клетва (филм из 2020)
Клетва (енгл. The Grudge), позната и као Клетва 4, је амерички натприродни хорор филм из 2020, од редитеља Николаса Пеша и продуцента Сема Рејмија, са Андреом Рајзборо, Демијаном Бичиром, Џоном Чоом, Бети Гилпин, Лин Шеј, Џеки Вивер, Вилијамом Садлером и Френкијем Фејзоном у главним улогама. Иако је првобитно најављен као рибут америчког римејка оригиналног јапанског филма под истим насловом, филм је на крају одрађен као наставак првог и преднаставак другог дела у серијалу.
Снимање је почело у Винипегу 7. маја 2018, а завршило се крајем јуна исте године. Филм је премијерно приказан 3. јануара 2020. Добио је негативне оцене критичара и публике, а у већини рецензија на сајту Ротен томејтоуз се наводи да је филм „досадан”. Упркос томе, остварио је солидан комерцијални успех, зарадивши готово 50 милиона долара, са петоструко мањим буџетом.
Лин Шеј је за улогу Фејт Матесон била номинована за награду Метар страха у категорији најбоље споредне глумице.

## Радња
Кућа Кајако Саеки у Токију проклета је њеним духом који прогони свакога ко у њу уђе. Радња прати три догађаја која су се одиграла у кући од 2004. до 2006. године.

## Улоге
| Глумац          | Улога             |
| --------------- | ----------------- |
| Андреа Рајзборо | детектив Малдун   |
| Демијан Бичир   | детектив Гудман   |
| Џон Чо          | Питер Спенсер     |
| Бети Гилпин     | Нина Спенсер      |
| Лин Шеј         | Фејт Матесон      |
| Џеки Вивер      | Лорна Муди        |
| Вилијам Садлер  | детектив Вилсон   |
| Френки Фејзон   | Вилијам Матесон   |
| Тара Вествуд    | Фиона Ландерс     |
| Ненси Сорел     | агент Кол         |
| Стефани Си      | медицинска сестра |
| Џунко Бејли     | Кајако Саеки      |